# Futbol'nyj Klub Alanija Vladikavkaz 2012-2013
Questa voce raccoglie le informazioni riguardanti il Futbol'nyj Klub Alanija Vladikavkaz nelle competizioni ufficiali della stagione 2012-2013.

## Stagione
La squadra era neopromossa in massima serie, avendo concluso la PFN Ligi al secondo posto, ottenendo così l'accesso alla massima serie. Il cammino in campionato fu pessimo: la squadra finì nultima , retrocedendo immediatamente. Anche in Coppa di Russia, il cammino fu interrotto immediatamente.

## Rosa
| N. |                                 | Ruolo | Calciatore        |
| -- | ------------------------------- | ----- | ----------------- |
| 1  | Russia (bandiera)               | P     | Dmitrij Chomič    |
| 2  | Russia (bandiera)               | D     | Vladimir Chozin   |
| 3  | Russia (bandiera)               | D     | Zaurbek Pliev     |
| 4  | Russia (bandiera)               | D     | Aslan Dudiev      |
| 8  | Russia (bandiera)               | C     | Michail Bakaev    |
| 9  | Russia (bandiera)               | C     | Arsen Chubulov    |
| 10 | Ungheria (bandiera)             | A     | Tamás Priskin     |
| 11 | Brasile (bandiera)              | A     | Danilo Neco       |
| 13 | Brasile (bandiera)              | D     | Welinton          |
| 15 | Bosnia ed Erzegovina (bandiera) | D     | Ognjen Vranješ    |
| 17 | Russia (bandiera)               | C     | Taras Carikaev    |
| 18 | Lituania (bandiera)             | C     | Deividas Šemberas |
| 19 | Russia (bandiera)               | A     | Dmitrij Golubov   |
| 20 | Costa d'Avorio (bandiera)       | D     | Dacosta Goore     |

| N. |                        | Ruolo | Calciatore          |
| -- | ---------------------- | ----- | ------------------- |
| 21 | Brasile (bandiera)     | D     | Cardoso             |
| 22 | Russia (bandiera)      | P     | David Gigolaev      |
| 23 | Russia (bandiera)      | D     | Anton Grigor'ev     |
| 24 | Russia (bandiera)      | C     | Roland Gigolaev     |
| 25 | Romania (bandiera)     | D     | Ioan Mera           |
| 26 | Russia (bandiera)      | P     | Soslan Džanaev      |
| 30 | Georgia (bandiera)     | C     | Shota Grigalashvili |
| 36 | Russia (bandiera)      | D     | Dmitri Gračёv       |
| 48 | Russia (bandiera)      | D     | Azat Bajryev        |
| 49 | Brasile (bandiera)     | A     | Diego Maurício      |
| 66 | Russia (bandiera)      | P     | Soslanbek Aršiev    |
| 84 | Brasile (bandiera)     | C     | Rudnei da Rosa      |
| 87 | Paesi Bassi (bandiera) | C     | Royston Drenthe     |
| 92 | Russia (bandiera)      | D     | Dmitrij Tichij      |

## Risultati

### Campionato
| Vladikavkaz 21 luglio 2012 1ª giornata | Alanija Vladikavkaz | 1 – 2 referto | Spartak Mosca | Respublikanskij stadion Spartak |

| Kazan' 29 luglio 2012 2ª giornata | Rubin | 3 – 1 referto | Alanija Vladikavkaz | Stadio Centrale di Kazan' |

| Vladikavkaz 4 agosto 2012 3ª giornata | Alanija Vladikavkaz | 5 – 0 referto | Terek Groznyj | Respublikanskij stadion Spartak |

| Mosca 11 agosto 2012 4ª giornata | Lokomotiv Mosca | 2 – 2 referto | Alanija Vladikavkaz | Stadio Lokomotiv |

| Vladikavkaz 20 agosto 2012 5ª giornata | Alanija Vladikavkaz | 2 – 1 referto | Kuban' | Respublikanskij stadion Spartak |

| Rostov sul Don 25 agosto 2012 6ª giornata | Rostov | 3 – 1 referto | Alanija Vladikavkaz | Stadio Olimp-2 |

| Vladikavkaz 1º settembre 2012 7ª giornata | Alanija Vladikavkaz | 1 – 1 referto | Amkar Perm' | Respublikanskij stadion Spartak |

| Chimki 16 settembre 2012 8ª giornata | CSKA Mosca | 2 – 0 referto | Alanija Vladikavkaz | Arena Chimki |

| Vladikavkaz 24 settembre 2012 9ª giornata | Alanija Vladikavkaz | 0 – 1 referto | Anži | Respublikanskij stadion Spartak |

| Saransk 1º ottobre 2012 10ª giornata | Mordovija | 1 – 1 referto | Alanija Vladikavkaz | Start Stadion |

| Vladikavkaz 6 ottobre 2012 11ª giornata | Alanija Vladikavkaz | 2 – 2 referto | Kryl'ja Sovetov Samara | Respublikanskij stadion Spartak |

| Krasnodar 20 ottobre 2012 12ª giornata | Krasnodar | 2 – 0 referto | Alanija Vladikavkaz | Stadio Kuban' |

| Vladikavkaz 27 ottobre 2012 13ª giornata | Alanija Vladikavkaz | 2 – 3 referto | Zenit San Pietroburgo | Respublikanskij stadion Spartak |

| Vladikavkaz 5 novembre 2012 14ª giornata | Alanija Vladikavkaz | 0 – 2 referto | Volga Nižnij Novgorod | Respublikanskij stadion Spartak |

| Chimki 10 novembre 2012 15ª giornata | Dinamo Mosca | 2 – 0 referto | Alanija Vladikavkaz | Arena Chimki |

| Vladikavkaz 17 novembre 2012 16ª giornata | Alanija Vladikavkaz | 0 – 2 referto | Rubin | Respublikanskij stadion Spartak |

| Groznyj 24 novembre 2012 17ª giornata | Terek Groznyj | 1 – 0 referto | Alanija Vladikavkaz | Achmat-Arena |

| Vladikavkaz 1º dicembre 2012 18ª giornata | Alanija Vladikavkaz | 0 – 1 referto | Lokomotiv Mosca | Respublikanskij stadion Spartak |

| Krasnodar 8 dicembre 2012 19ª giornata | Kuban' | 0 – 0 referto | Alanija Vladikavkaz | Stadio Kuban' |

| Vladikavkaz 9 marzo 2013 20ª giornata | Alanija Vladikavkaz | 0 – 0 referto | Rostov | Respublikanskij stadion Spartak |

| Perm' 16 marzo 2013 21ª giornata | Amkar Perm' | 5 – 1 referto | Alanija Vladikavkaz | Stadio Zvezda |

| Vladikavkaz 1º aprile 2013 22ª giornata | Alanija Vladikavkaz | 0 – 4 referto | CSKA Mosca | Respublikanskij stadion Spartak |

| Machačkala 7 aprile 2013 23ª giornata | Anži | 0 – 0 referto | Alanija Vladikavkaz | Stadio Dinamo |

| Vladikavkaz 15 aprile 2013 24ª giornata | Alanija Vladikavkaz | 3 – 1 referto | Mordovija | Respublikanskij stadion Spartak |

| Samara 20 aprile 2013 25ª giornata | Kryl'ja Sovetov Samara | 2 – 1 referto | Alanija Vladikavkaz | Stadio Metallurg (Samara) |

| Vladikavkaz 29 aprile 2013 26ª giornata | Alanija Vladikavkaz | 2 – 3 referto | Krasnodar | Respublikanskij stadion Spartak |

| San Pietroburgo 4 maggio 2013 27ª giornata | Zenit San Pietroburgo | 4 – 0 referto | Alanija Vladikavkaz | Stadio Petrovskij |

| Nižnij Novgorod 11 maggio 2013 28ª giornata | Volga Nižnij Novgorod | 1 – 0 referto | Alanija Vladikavkaz | Stadio Lokomotiv |

| Vladikavkaz 19 maggio 2013 29ª giornata | Alanija Vladikavkaz | 1 – 0 referto | Dinamo Mosca | Respublikanskij stadion Spartak |

| Mosca 26 maggio 2013 30ª giornata | Spartak Mosca | 2 – 0 referto | Alanija Vladikavkaz | Stadio Ėduard Strel'cov |

### Coppa di Russia
| Tjumen' 27 settembre 2012, ore 16:00 Sedicesimi di finale | Tjumen' | 2 – 1 referto | Alanija Vladikavkaz | Stadio Geolog (9000 spett.) |